# Randia serboi
Randia serboi är en måreväxtart som beskrevs av Attila L. Borhidi och Saynes. Randia serboi ingår i släktet Randia och familjen måreväxter. Inga underarter finns listade i Catalogue of Life.